# Berlin Hermannstraße
Berlin Hermannstraße – stacja kolejowa na liniach S41, S42, S45, S46 i S47 S-Bahn w Berlinie oraz stacja końcowa metra w Berlinie na linii U8, w dzielnicy Neukölln, w okręgu administracyjnym Neukölln. Stacja została otwarta w 1899.